# Церковь Успения Пресвятой Богородицы (Орёл)
Церковь Успения Пресвятой Богородицы — разрушенная старообрядческая (единоверческая) церковь города Орла, существовавшая на улице Черкасской.

## История
Находилась на левом берегу Оки в квартале ограниченном улицами 1-й Посадской, Черкасской и Розы Люксембург (бывшая Большая Мещанская). В 1800 году старообрядцам, изъявившим желание присоединиться к Православной церкви на правах единоверия, разрешили построить здесь каменную единоверческую часовню (ныне это двор дома № 45 на улице Черкасской). Рядом находилась ещё одна деревянная дубовая часовня, в которой совершали свои обряды раскольники, не желавшие присоединиться к единоверию. В 1841 году по повелению Николая I в Орле было разрешено учредить единоверческий приход и построить для него церковь. В 1842 году единоверцы получили возможность перестроить единоверческую часовню в Благословенную церковь. После устройства в часовне алтаря, 14 августа того же года он был освящён во имя Успения Божией Матери. Дубовая раскольничья часовня по решению правительства была разобрана. В 1872 году к церкви пристроили тёплую трапезную с двумя приделами: Богоявленским и Всехсвятским. В 1883—1886 годах вместо деревянной звонницы соорудили каменную колокольню и храм обнесли кирпичной оградой. В 1932 году церковь закрыли, а в 1937 (по другим данным после войны) — разобрали. К Успенской церкви была приписана деревянная Николо-Лутовская кладбищенская церковь на старообрядческом кладбище (район «Ботаника»).